# انفصال العرب في إيران
انفصال العرب في خوزستان تشير إلى عقود طويلة من الحركة الانفصالية في الجزء الغربي من محافظة خوزستان، التي تسعى لإنشاء دولة منفصلة مستقلة للسكان العرب، بسبب ما تراه أنه «احتلال إيراني». يظهر الصراع غالبا أنه نزاع عرقي ديني بين العرب في الغالب من الجزء الغربي من خوزستان وحكومة الثورة الإيرانية الشيعية. وتنفي الحكومة الإيرانية وجود تمييز عرقي أو صراع في البلاد.

## خلفية
خوزستان هي منطقة مأهولة من قبل عدد كثير من المجموعات العرقية المختلفة، بما في ذلك عرب إيران، البختياريين (لور)، شعب قشقاي، والفرس والأرمن الأصليين.

### العرب
يعتبر العرب هم السكان الأصلييون للمحافظة ويشكلون الغالبية العظمى في إقليم، حسب الإحصائيات الأممية في عام 2002 كان عدد العرب في الأحواز (خوزستان) 3460000 نسمة والتي يشكل 74٪ من عدد الإجمالي للسكان المحافظة يرجع تاريخ حضور العرب في الأحواز قبل الفتوحات الإسلامية وقبل إنشاء الدولة الساسانية الفارسية فشهدت منطقة الأحواز 2 قرن ق.م أول إمبراطورية عربية على أراضيها وهي الإمبراطورية الميسانية التي حكمها 26 ملك عربي وأشهرهم هيسباسين العربي، كما صرّح المؤرخ الفارسي أحمد كسروي إن العرب كانوا يسكنون الإقليم في عهد أول الملوك البارثيية الأشكانية قبل إنشاء دولة الساسانية وينقل عن المؤرخ الفارسي الشهير محمد بن جرير الطبري قوله إن السكان العرب في الأحواز دعموا أردشير الأول الساساني الذي حرك من اصطخر في فارس لحرب أردوان الأشكاني في الأحواز مما أدى على سقوط الدولة البارثية الأشكانية نهائياً وأول ذكر للفظ خوزستان أتى بعد سيطرة الساسانيون على الإقليم وتعني بلاد القلاع والحصون.

### البختياريون اللور
البختياريون اللور هم من القومية الفارسية ويعتبرون بدو الفرس موطنهم محافظة تشهارمحال البختياري المحاذية للأحواز وأيضا محافظة لورستان التي تقع شمال الأحواز، كان يعيش البختياريون اللور حياة بدوية ينتقلون من مكان إلى مكان آخر في الخيام بعد أن تم إسكانهم في محافظات مختلفة من ضمنها الأحواز في مشروع «إسكان العشائر» في عهد البهلوي الأول، وحتى قبلها وبشكل أقل، لا يُعتبر البختياريين السكان الأصليين للإقليم بحسب التقارير التاريخية بل هم من الشعوب الوافدة إلى المحافظة التي تغلب عليها حرّ الشديد والذي يخالف نمط عيش القبائل البختيارية الرُحّل الآتية من مناطق الجبلية الشديدة البرودة
يقول المستشار الإيراني عبد الغفار نجم الملك في كتابه رحلة إلى عربستان الذي زار المحافظة في عام 1893 م عن البختياريين:

### القشقائيون التركمان
قشقاي قبائل من التركمان في إيران موطنهم الأصلي مدن شيراز وأصفهان لا سيما الجزء الشمالي من محافظة فارس في جنوبي إيران وهم يتكلمون اللغة التركية الأغوزية، ويعيش أفراد القشقايي ضمن عدة قبائل رعوية، هاجر بعض أفراد قبائل القشقائية إلى مناطق الشرقية للإقليم الأحواز وبالتحديد منطقة قلعة تل واتلال السبعة
نشر الأقليات في خطر، وهو مشروع بحث تحت إشراف جامعة، في موقعه الإلكتروني أن العرب في خوزستان يعانون من التمييز العنصري. أغلبية العرب في خوزستان شيعة. يختلط كل العرب الحضريين والقرويين في خوزستان مع الفرس، الشعوب التركية، ولوري الذين يعيشون أيضا في المحافظة وأحيانا تزوجوا بين بعضهم البعض. ومع ذلك، يرى العرب في خوزستان أنفسهم أنهم مجموعة عرقية متميزة وتعاني باستمرار من التمييز.

## التاريخ

### ثورة الشيخ خزعل
خوزستان هي مقاطعة مثيرة للمشاكل في إيران منذ بداية العهد البهلوي في عقد 1920. قبل عقدين من 1924، رغم أنه يشكل جزءا من المنطقة الفارسية، عمل الجزء الغربي من خوزستان كإمارة متمتعة بحكم ذاتي تدعى باسم «عربستان». حكم الجزء الشرقي من خوزستان من قبل الخانات البختياريين بسبب أن الجزء الشرقي من خوزستان مأهول بالأساس من قبل الشعب البختياري. مع صعود رضا خان إلى السلطة واتخاذه مواقف سلبية على نحو متزايد مع القبائل المتمتعة بحكم ذاتي في إيران، انفجرت التوترات مع شيخ المحمرة خزعل الكعبي من 1922 إلى 1924. أسخن فرض الضرائب وتقليص سلطة خزعل الأوضاع أكثر من ذي قبل. في رد على ذلك، بدأ خزعل الكعبي ثورة. انتهت التمرد القصير الذي كان تحت قيادة الشيخ خزعل، في نوفمبر 1924، عندما سحق من قبل الدولة البهلوية المنشأة حديثا مع خسائر صغيرة. حلّت الإمارة من قبل حكومة رضا شاه في 1925، بالإضافة إلى مناطق أخرى ذات حكم ذاتي في فارس، في خطوة لجعلها دولة مركزية. قتل أكثر من 115 مدنيا في هذا التمرد. استمر الصراع على مستوى منخفض بين الحكومة المركزية الإيرانية والانفصاليين العرب في الجزء الغربي من المحافظة منذ ذلك الوقت.

### الاضطرابات اللاحقة (عقد 1920–عقد 1940)
اندلعت أعمال الشغب في وقت مبكر من 1925، بالإضافة إلى 1928 و 1940. أصبح الاسم خوزستان مستخدما في كل المنطقة في 1936. في أغسطس 1941، اعتقل رضا خان النازيين، واستبدلهم بابنه محمد. حدثت ثورات جديدة في خوزستان تحت القيادة الإيرانية الجديدة في 1943 و 1945 وقمعت بطريقة دموية.

### بعد الحرب العالمية الثانية
في 1946، تأسس حزب السعادة في المحمرة وطالب باستقلال خوزستان. اكتسب الجيش الإيراني تقدما في صراعاته مع الحزب الشيوعي وحزب توده، وقد تورط في عدة مذابح. لاحقا في عربستان، اتحدت أحزاب مستقلة جديدة أو ذات حكم ذاتي لتشكل: «جبهة تحرير عربستان» في 1956؛ «الجبهة الوطنية لتحرير عربستان» و «الخليج العربي» في 1960، في 1967، أصبحت «جبهة تحرير عربستان» تحت اسم «جبهة تحرير الأهواز». استمر التمرد العربي المتقطع في خوزستان خلال عقد 1950، لكنه ضعف بعد النهاية الرسمية للدولة البهلوية (عقد 1970).

### انتفاضة 1979
بعد تغيير النظام، بدأت انتفاضة الأهواز 1979 كواحدة من الانتفاضات التي اندلعت في جميع أنحاء البلاد، في أعقاب الثورة الإيرانية. اندلعت الاضطرابات بعد مطالبات بالحصول على حكم ذاتي. قمعت الانتفاضة فعلا من قبل قوات الأمن الإيرانية، مما أدى إلى سقوط مئات القتلى في كلا الجانبين. قامت مجموعة عربية انفصالية بحصار السفارة الإيرانية في 1980 في لندن في أعقاب الرد على الحملة الإيرانية في خوزستان، بعد انتفاضة 1979. في البداية، برزت مطالبة الإرهابيين بإعطاء الحكم الذاتي لخوزستان؛ لاحقا، طالبوا بالإفراج عن 91 شخصا يدعمونهم في السجون الإيرانية.

#### الاضطرابات المدنية 2005–الآن
في 2005، بدأت اضطرابات واسعة النطاق في الأهواز وانتشرت في كل المدن. اندلعت الاضطرابات في 15 أبريل 2005، واستمرت لمدة 4 أيام. في البداية، أعلنت وزارة الداخلية الإيرانية أنه قتل شخص واحد فقط، ومع ذلك، قال مسؤول في مستشفى بالأهواز أنه قتل ما بين 15 و 20 شخص. بسبب ذلك، نفذت سلسلة من التفجيرات في الأهواز ومدن أخرى في إيران، وألقي اليوم لتنفيذها على مجموعات انفصالية عربية سنية خوزستانية.
اندلعت احتجاجات خوزستان 2011 التي سميت من قبل المحتجين باسم يوم الغضب الأهوازي، في 15 أبريل 2011 في خوزستان الإيرانية، للاحتفال بالذكرى السنوية لاضطرابات الأهواز 2005، وقد كانت هذه الاحتجاجات جزءا من تأثير وتداعيات موجة الاحتجاجات العارمة المعروفة باسم الربيع العربي والتي اجتاحت المنطقة. استمرت المظاهرات لمدة 4 أيام وأدت إلى مقتل ما بين 12 و 15 متظاهرا واعتقال وجرح الكثير. قتل مسؤول أمني واحد وجرح آخر. استمرت الحملة على المعارضة السياسية العربية في المنطقة منذ ذلك الوقت بالاعتقالات والإعدامات. أعدم أربعة رجال أهوازيين في إيران في يونيو 2012، لارتباطهم باضطرابات 2011. أدينت الحملة على المعارضة العربية السنية من قبل هيومن رايتس ووتش، منظمة العفو الدولية، وأخرى.
في مارس 2015، قتل متظاهر عربي من قبل قوات الأمن الإيرانية. في 2 أبريل 2015، قتل 3 مسؤولين إيرانيين من قبل مسلح مجهول الهوية في مدينة الحميدية، على بعد 25 كيلومتر (15 ميل) غرب مدينة الأهواز. بالإضافة إلى قتيلين مؤكدين من قبل الأمن الإيراني في 26 أكتوبر.

## الخسائر
عدد القتلى الإجمالي في انفصال العرب في خوزستان هو ما بين 199–338 قتيل في الفترة ما بين 1922 و 2015 حيث:
- 1922–1924: قتل أكثر من 115 خلال ثورة الشيخ خزعل.
- 1979: قتل ما بين 25 و 112 خلال انتفاضة الأهواز 1979.
- 1980: قتل 7 خلال حصار السفارة الإيرانية في لندن.
- 2005: قتل ما بين 1 و 50 خلال اضطرابات الأهواز 2005.
- 2005–2006: قتل أكثر من 28 في تفجيرات الأهواز.
- 2011: قتل ما بين 13 و 16 في احتجاجات الأهواز 2011.
- 2012: أعدم 4 في رد على احتجاجات 2011 في إيران.
- 2015: قتل 6 في ثلاث حوادث.
- 2021: قتل 3 في احتجاجات خوزستان 2021